# Štadión SNP
Das Štadión SNP, auch Štadión SNP Štiavničky ist das Fußballstadion des slowakischen Fußballvereins FK Dukla Banská Bystrica. Der Baubeginn des Stadions war im Jahr 1957, fertiggestellt wurde das Stadion im Jahr 1959. Das Stadion liegt im Stadtteil Štiavničky von Banská Bystrica. SNP ist die Abkürzung für Slovenské Národné Povstanie, deutsch Slowakischer Nationalaufstand.
Die Spielstätte bietet 9881 Plätze, davon sind insgesamt 7380 Sitzplätze. Auf der Haupttribüne stehen 1920 überdachte Sitzplätze zur Verfügung. Das Spielfeld ist 105 m lang und 68 m breit. Die Beleuchtungsstärke der Flutlichtanlage liegt bei 1400 Lux. Der Eigentümer ist das slowakische Verteidigungsministerium, die Eigentumsverhältnisse sind nicht ganz klar, die Stadt und der Verein versuchen das Stadion zu mieten oder zu kaufen.
Während der Saison 2020/21 wurde die Anlage renoviert und umgebaut. Dabei wurden u. a. die Kunststoffsitze auf den Rängen ausgetauscht.